# Championnats nationaux de cyclisme sur route en 2020
Navigation
2019 2021
Les championnats nationaux de cyclisme sur route en 2020 commencent dès janvier pour l'Australie et la Nouvelle-Zélande. La plupart des championnats nationaux de cyclisme ont lieu aux mois de juin et juillet. Cependant, en raison de la pandémie de coronavirus, ils sont en grande majorité soit annulés, soit reportés du 20 au 23 août.

## Champions 2020
En raison de la pandémie de coronavirus, plusieurs championnats nationaux ne sont pas organisés. Le 12 juin, l'UCI annonce que tous les champions sortants devront porter leur maillot jusqu'au jour où ils pourront remettre en jeu leur titre, y compris si les prochains championnats sont prévus pour 2021.

### Élites hommes
| Pays                            | Course en ligne                               | Contre-la-montre                                  |
| ------------------------------- | --------------------------------------------- | ------------------------------------------------- |
| Afrique du Sud                  | Ryan Gibbons (NTT Pro Cycling)                | Daryl Impey (Mitchelton-Scott)                    |
| Albanie                         | Ylber Sefa                                    | Ylber Sefa                                        |
| Allemagne                       | Marcel Meisen (Alpecin Fenix)                 |                                                   |
| Arabie saoudite                 |                                               | Mostafa Alrabie                                   |
| Australie                       | Cameron Meyer (Mitchelton-Scott)              | Luke Durbridge (Mitchelton-Scott)                 |
| Autriche                        | Valentin Götzinger (WSA KTM Graz)             | Matthias Brändle (Israel Start-Up Nation)         |
| Barbade                         | Joshua Kelly (SIB)                            | Joshua Kelly (SIB)                                |
| Belgique                        | Dries De Bondt (Alpecin Fenix)                | Wout van Aert (Jumbo-Visma)                       |
| Bermudes                        | Tyler Smith (Winners Edge)                    | Kaden Hopkins (Winners Edge)                      |
| Biélorussie                     | Yauhen Sobal (Minsk CC)                       | Yauheni Karaliok (Minsk CC)                       |
| Botswana                        | Abeng Malete (Jwaneng Cycling Club)           | Lloyd Molale (Team Swift)                         |
| Bulgarie                        | Teodor Rusev (Nessebar-Shokblaze)             | Spas Gyurov (Team Snooze)                         |
| Cambodge                        | Kim Chantou (Cambodia Academy)                |                                                   |
| Chine                           | Wang Meiyin (Hengxiang)                       | Xue Ming                                          |
| Chypre                          | Andréas Miltiádis                             | Andréas Miltiádis                                 |
| Colombie                        | Sergio Higuita (EF Pro Cycling)               | Daniel Martínez (EF Pro Cycling)                  |
| Corée du Sud                    | Park Sang-hong (LX)                           | Choe Hyeong-min (Geumsan Insam Cello)             |
| Côte d'Ivoire                   | Issiaka Cissé (Société Omnisports de l'Armée) |                                                   |
| Croatie                         | Josip Rumac (Androni Giocattoli-Sidermec)     | Josip Rumac (Androni Giocattoli-Sidermec)         |
| Danemark                        | Kasper Asgreen (Deceunink-Quick-Step)         | Kasper Asgreen (Deceunink-Quick-Step)             |
| Espagne                         | Luis León Sánchez (Astana Pro Team)           | Pello Bilbao (Bahreïn McLaren)                    |
| Estonie                         | Norman Vahtra (Israel Start-Up Nation)        | Gleb Karpenko (Tartu 2024-Balticchaincycling.com) |
| Fidji                           | Umendra Kumar                                 | Angus Pattie                                      |
| Finlande                        | Antti-Jussi Juntunen (Akilles Green)          | Ukko Peltonen (TWD-Länken)                        |
| France                          | Arnaud Démare (Groupama-FDJ)                  | Rémi Cavagna (deceuninck-Quick step)              |
| Grèce                           | Periklis Ilias (PS Krónos)                    | Polychronis Tzortzakis (P.O.Ch Talos)             |
| Grenade                         | Danny Scott                                   | Danny Scott                                       |
| Honduras                        | Fredd Matute                                  | Pablo Cruz                                        |
| Hongrie                         | Viktor Filutás (Giotti Victoria)              | Barnabás Peák (Mitchelton-Scott)                  |
| Îles Vierges britanniques       | Philippe Leroy                                | Philippe Leroy                                    |
| Inde                            | Punay Pratap Singh                            | Naveen John                                       |
| Irlande                         | Ben Healy (Trinity Racing)                    | Conn McDunphy (CC Nogent-sur-Oise)                |
| Islande                         | Hafsteinn Ægir Geirsson (Vestri)              | Ingvar Ómarsson (Breiðablik)                      |
| Israël                          | Omer Goldstein (Israel Start-Up Nation)       | Guy Sagiv (Israel Start-Up Nation)                |
| Italie                          | Giacomo Nizzolo (NTT Pro Cycling)             | Filippo Ganna (Ineos)                             |
| Kosovo                          | Albion Ymeri (KC Prishtina)                   | Albion Ymeri (KC Prishtina)                       |
| Lettonie                        | Viesturs Lukševics (Amore & Vita-Prodir)      | Andris Vosekalns (Hengxiang)                      |
| Lituanie                        | Gediminas Bagdonas (Klaipėda)                 | Evaldas Siskevicius (Nippo Delko One Provence)    |
| Luxembourg                      | Kevin Geniets (Groupama-FDJ)                  | Bob Jungels (Deceuninck-Quick Step)               |
| Macédoine du Nord               | Nikola Lefkov (VK Oxyzhin-Skopje)             | Bojan Naumovski (VC Madal Ball-Skopje)            |
| Malaisie                        | Akmal Hakim Zakaria (Sapura)                  | Nur Aiman Rosli (Sapura)                          |
| Mali                            |                                               | Yaya Diallo                                       |
| Malte                           |                                               | Etienne Bonello (Greens)                          |
| Maurice                         | Alexandre Mayer (WB-Fybolia Locminé)          | Yannick Lincoln (Moka Rangers SC)                 |
| Mexique                         | Ulises Castillo (Zapatitos ABC)               | Ignacio Prado (Guanajuato)                        |
| Moldavie                        | Cristian Raileanu                             | Cristian Raileanu                                 |
| Mongolie                        | Maral-Erdene Batmunkh                         | Enkhtaivan Bolor-Erdene                           |
| Monténégro                      | Danilo Vukčević (BK Džada)                    | Danilo Vukčević (BK Džada)                        |
| Namibie                         | Dan Craven (The Avengers)                     | Drikus Coetzee (Hollard Insure)                   |
| Nicaragua                       | Óscar Hernández González (Ecum)               | David Castrillo (EDA Contractor)                  |
| Norvège                         | Sven Erik Bystrøm (UAE Team Emirates)         | Andreas Leknessund (Uno-X Pro Cycling)            |
| Nouvelle-Zélande                | Shane Archbold (Deceuninck-Quick Step)        | Hamish Bond (Waikato-Bay of Plenty)               |
| Ouzbékistan                     | Muradian Khalmuratov                          | Muradian Khalmuratov                              |
| Panama                          | Christofer Jurado (Aeronaval)                 | Christofer Jurado (Aeronaval)                     |
| Paraguay                        | Víctor Grange (Paraguay Cycles Club)          | Francisco Riveros (Paraguay Cycles Club)          |
| Pays-Bas                        | Mathieu van der Poel (Alpecin-Fenix)          |                                                   |
| Pologne                         | Stanisław Aniołkowski (CCC Development Team)  | Kamil Gradek (CCC Team)                           |
| Portugal                        | Rui Costa (UAE Emirates)                      | Ivo Oliveira (UAE Emirates)                       |
| Qatar                           | Marwan Al Jalham (Rasen Adventure Shop)       | Fadhel Al Khater (Rasen Adventure Shop)           |
| République tchèque              | Adam Ťoupalík (Elkov-Kasper)                  | Josef Černý (CCC)                                 |
| Roumanie                        | Daniel Crista (CSA Steaua București)          | Serghei Tvetcov (Sapura)                          |
| Russie                          | Sergey Shilov (Aviludo-Louletano)             | Artem Ovechkin (Terengganu Inc-TSG)               |
| Saint-Vincent-et-les-Grenadines | Zefal Bailey (Cadence Cyclery)                | Zefal Bailey (Cadence Cyclery)                    |
| Salvador                        | Dagoberto Joya (Alerta Empresas)              | Dagoberto Joya (Alerta Empresas)                  |
| Serbie                          | Đorđe Đurić (CCN Metalac)                     | Veljko Stojnić (Vini Zabù-KTM)                    |
| Slovaquie                       | Juraj Sagan (Bora-Hansgrohe)                  | Ján Andrej Cully (Dukla Banská Bystrica)          |
| Slovénie                        | Primož Roglič (Jumbo-Visma)                   | Tadej Pogačar (UAE Team Emirates)                 |
| Suède                           | Kim Magnusson (CK HVR16)                      | Jacob Ahlsson (Maifracing)                        |
| Suisse                          | Stefan Küng (Groupama-FDJ)                    | Stefan Küng (Groupama-FDJ)                        |
| Taïwan                          | Chen Chien-liang                              | Sergio Tu (Kern Pharma)                           |
| Thaïlande                       | Sakchai Phodingam                             | Sarawut Sirironnachai (Thailand Continental)      |
| Turquie                         | Onur Balkan (Salcano-Sakarya BB)              | Mustafa Sayar (Salcano-Sakarya BB)                |
| Ukraine                         | Mykhailo Kononenko (Shenzhen Xidesheng)       | Mykhailo Kononenko (Shenzhen Xidesheng)           |

### Élites femmes
| Championnats nationaux | Championnats nationaux                                 | Championnats nationaux                             | Championnats nationaux |
| Pays                   | Course en ligne                                        | Contre-la-montre                                   |                        |
| ---------------------- | ------------------------------------------------------ | -------------------------------------------------- | ---------------------- |
| Afrique du Sud         | Ashleigh Moolman (CCC-Liv)                             | Ashleigh Moolman (CCC-Liv)                         |                        |
| Allemagne              | Lisa Brennauer (Ceratizit-WNT Pro Cycling)             |                                                    |                        |
| Australie              | Amanda Spratt (Mitchelton-Scott)                       | Sarah Gigante (Tibco-Silicon Valley Bank)          |                        |
| Autriche               | Kathrin Schweinberger (Doltcini-Van Eyck-Proximus)     | Anna Kiesenhofer                                   |                        |
| Barbade                | Amber Joseph (Centre mondial du cyclisme)              | Amber Joseph (Centre mondial du cyclisme)          |                        |
| Belgique               | Lotte Kopecky (Lotto Soudal Ladies)                    | Lotte Kopecky (Lotto Soudal Ladies)                |                        |
| Biélorussie            | Tatsiana Sharakova (Minsk Cycling Club)                | Tatsiana Sharakova (Minsk Cycling Club)            |                        |
| Brésil                 | annulé/abandonné                                       | annulé/abandonné                                   |                        |
| Canada                 | annulé/abandonné                                       | annulé/abandonné                                   |                        |
| Colombie               | Marcela Hernández (Colnago CM Team)                    | Cristina Sanabria (Colombia Tierra de Atletas)     |                        |
| Croatie                | Maja Perinovic (Top Girls Fassa Bortolo)               | Mia Radotić (Cogeas-Mettler-Look Pro Cycling Team) |                        |
| Côte d'Ivoire          | Minata Soro                                            |                                                    |                        |
| Danemark               | Emma Norsgaard (Bigla-Katusha)                         | Amalie Dideriksen (Boels Dolmans)                  |                        |
| Espagne                | Mavi García (Alé BTC Ljubljana)                        | Mavi García (Alé BTC Ljubljana)                    |                        |
| Estonie                | Aidi Gerde Tuisk                                       | Mari-Liis Mõttus                                   |                        |
| États-Unis             | annulé/abandonné                                       |                                                    |                        |
| Fidji                  |                                                        | Sadie Pattie                                       |                        |
| Finlande               | Minna-Maria Kangas (Restore)                           | Minna-Maria Kangas (Restore)                       |                        |
| France                 | Audrey Cordon-Ragot (Trek-Segafredo)                   | Juliette Labous (Sunweb)                           |                        |
| Hongrie                | Blanka Vas (Doltcini-Van Eyck-Proximus)                | Barbara Benkó                                      |                        |
| Irlande                | Lara Gillespie (Illi-Bikes)                            | Eve McCrystal                                      |                        |
| Islande                | Agusta Edda Bjornsdóttir                               | Agusta Edda Bjornsdóttir                           |                        |
| Israël                 | Omer Shapira (Canyon-SRAM Racing)                      | Omer Shapira (Canyon-SRAM Racing)                  |                        |
| Italie                 | Elisa Longo Borghini (Trek-Segafredo)                  | Elisa Longo Borghini (Trek-Segafredo)              |                        |
| Lettonie               |                                                        | Dana Rožlapa                                       |                        |
| Luxembourg             | Christine Majerus (Boels Dolmans)                      | Christine Majerus (Boels Dolmans)                  |                        |
| Malaisie               | Siti Nur Adibah Akma Mohammed Fuad                     | Siti Nur Adibah Akma Mohammed Fuad                 |                        |
| Mexique                | Antonieta Gaxiola (Agolico)                            | Andrea Ramírez (Agolico)                           |                        |
| Mongolie               | Anujin Jinjiibadam                                     | Anujin Jinjiibadam                                 |                        |
| Namibie                |                                                        | Melissa Hinz                                       |                        |
| Norvège                | Mie Bjørndal Ottestad (Andy Schleck Cycles-Immo Losch) | Katrine Aalerud (Movistar Team)                    |                        |
| Nouvelle-Zélande       | Niamh Fisher-Black (Bigla-Katusha)                     | Teresa Adam                                        |                        |
| Ouzbekistan            | Yanina Kuskova                                         | Yanina Kuskova                                     |                        |
| Paraguay               | Agua Marina Espínola (Massi Tactic)                    | Agua Marina Espínola (Massi Tactic)                |                        |
| Pays-Bas               | Anna van der Breggen (Boels Dolmans)                   |                                                    |                        |
| Pologne                | Marta Lach (CCC-Liv)                                   | Anna Plichta (Trek-Segafredo)                      |                        |
| Portugal               | Melissa Maia (Farto - Ahguas do Paraño)                | Raquel Queiros                                     |                        |
| Roumanie               | Manuela Muresan                                        | Maria-Ecaterina Stancu                             |                        |
| Russie                 | Diana Klimova (Cogeas-Mettler-Look Pro Cycling Team)   | Elizaveta Oshurkova                                |                        |
| Rwanda                 | annulé/abandonné                                       | annulé/abandonné                                   |                        |
| Salvador               | Iris Diaz                                              | Karen Umaña                                        |                        |
| Serbie                 | Ivana Vilim                                            |                                                    |                        |
| Slovaquie              | Tereza Medvedová (Centre mondial du cyclisme)          | Tereza Medvedová (Centre mondial du cyclisme)      |                        |
| Slovénie               | Urša Pintar (Alé BTC Ljubljana)                        | Urška Žigart (Alé BTC Ljubljana)                   |                        |
| Suisse                 | Élise Chabbey (Bigla-Katusha)                          | Marlen Reusser (Bigla-Katusha)                     |                        |
| Suède                  | Nathalie Eklund                                        | Lisa Nordén                                        |                        |
| Taïwan                 | Huang Ting-ying                                        | Huang Ting-ying                                    |                        |
| Tchéquie               | Jarmila Machačová (Team Dukla Praha)                   | Nikola Nosková (Bigla-Katusha)                     |                        |
| Ukraine                | Anna Nahirna (Lviv Cycling Team)                       | Olga Shekel (Astana Women's Team)                  |                        |
| Venezuela              | Ingrid Porras                                          |                                                    |                        |

### Moins de 23 ans hommes
Sont espoirs les coureurs nés après le 1er janvier 1998. Cependant certaines fédérations n'admettent pas certains coureurs espoirs dans cette catégorie en fonction du statut de leur équipe.
| Pays               | Course en ligne                                     | Contre-la-montre                                    |
| ------------------ | --------------------------------------------------- | --------------------------------------------------- |
| Afrique du Sud     | Louis Visser (TEG)                                  | Byron Munton (Alfa BodyWorks-Giant)                 |
| Albanie            | Gjergj Zefi                                         | Ilia Çota                                           |
| Allemagne          |                                                     | Miguel Heidemann (Leopard)                          |
| Australie          | Jarrad Drizners (Hagens Berman Axeon)               | Luke Plapp (InForm TM Insight MAKE)                 |
| Autriche           | Valentin Götzinger (WSA KTM Graz)                   | Tobias Bayer (Tirol-KTM)                            |
| Belgique           | Jordi Meeus (SEG Racing Academy)                    |                                                     |
| Biélorussie        | Siarhei Shauchenka (Minsk CC U23)                   | Dzianis Mazur (Minsk CC U23)                        |
| Colombie           | Daniel Arroyave (UAE Team Colombia)                 | Adrián Bustamante (UAE Team Colombia)               |
| Croatie            | Viktor Potočki (Ljubljana Gusto Santic)             | Viktor Potočki (Ljubljana Gusto Santic)             |
| Danemark           | Julius Johansen (Uno-X Norwegian Development)       | Julius Johansen (Uno-X Norwegian Development)       |
| Espagne            | Javier Romo (Baqué-Ideus-BH)                        | Raúl García Pierna (Lizarte)                        |
| Estonie            | Artjom Mirzojev (Tartu 2024-Balticchaincycling.com) | Gleb Karpenko (Tartu 2024-Balticchaincycling.com)   |
| Finlande           | Antti-Jussi Juntunen (Akilles Green)                | Ukko Peltonen (TWD-Länken)                          |
| France             | Axel Zingle (CC Étupes)                             | Thomas Delphis (Chambéry CF)                        |
| Grèce              | Dimitrios Christakos (AS Alfa K)                    | Dimitrios Christakos (AS Alfa K)                    |
| Honduras           | Josué Moreno (Probikes El Progreso)                 | Josué Moreno (Probikes El Progreso)                 |
| Irlande            | Ben Healy (Trinity Racing)                          | Ben Healy (Trinity Racing)                          |
| Israël             | Amir Danel (TACC)                                   | Omer Lahav (Israel Cycling Academy)                 |
| Italie             | Giovanni Aleotti (Friuli)                           | Jonathan Milan (Friuli)                             |
| Kosovo             | Blerton Nuha (KC Kastrioti)                         | Blerton Nuha (KC Kastrioti)                         |
| Lettonie           | Pauls Rubenis (Tartu 2024-Balticchaincycling.com)   | Alekss Krasts (Dobeles Dzirnavnieks-FeelFree)       |
| Lituanie           | Mantas Januškevičius (Memel)                        | Rokas Kmieliauskas (Klaipėda)                       |
| Luxembourg         |                                                     | Michel Ries (Trek-Segafredo)                        |
| Malaisie           | Shahmir Aiman Abdul Halim                           | Saari Amri Abd Rasim (Sapura)                       |
| Mexique            | Luis Francisco Villa (Crisa-SEEI)                   | Edgar Cadena                                        |
| Moldavie           | Vladislav Korotas                                   | Vladislav Korotas                                   |
| Mongolie           | Ayush-Ochir Sugarmaa                                | Ayush-Ochir Sugarmaa                                |
| Namibie            | Alex Miller                                         | Dieter Koen (Kia Elite)                             |
| Nicaragua          | Henry Rojas (Real Estelí)                           | Henry Rojas (Real Estelí)                           |
| Nouvelle-Zélande   | Finn Fisher-Black (Jumbo-Visma Development)         | Finn Fisher-Black (Jumbo-Visma Development)         |
| Panama             | Joseph Samudio (Tareed Latinoamerica)               | Joseph Samudio (Tareed Latinoamerica)               |
| Paraguay           | José Wilfrido González (Minga Bike Skorpion)        | Nelson Acosta (Massi Vivo-Conecta UIt Paraguay)     |
| Pays-Bas           | Stijn Daemen (À Bloc CT)                            |                                                     |
| Pologne            | Szymon Krawczyk (CCC Development Team)              | Szymon Krawczyk (CCC Development Team)              |
| Portugal           | Fábio Costa (Kelly-InOutBuild-UD Oliveirense)       | Guilherme Mota (Kelly-InOutBuild-UD Oliveirense)    |
| République tchèque | Vojtěch Řepa (Topforex-Lapierre)                    | Jakub Otruba (Elkov-Author)                         |
| Roumanie           | Iustin-Ioan Văidian (CSUVT-Devron West)             | Jozsef-Attila Malnasi (ACS Carcover RT)             |
| Salvador           | Bryan Mendoza (Mera)                                | Brandon Rodríguez (Timing4Pro)                      |
| Slovaquie          | Lukáš Kubiš (Dukla Banská Bystrica)                 | Samuel Oros (AK Trenčín)                            |
| Suède              | Jacob Eriksson (Gånghester CK)                      | Jacob Ahlsson (Maifracing)                          |
| Suisse             |                                                     | Alexandre Balmer (Continentale Groupama-FDJ)        |
| Thaïlande          | Thanakhan Chaiyasombat (Thailand Continental)       | Thanakhan Chaiyasombat (Thailand Continental)       |
| Turquie            | Halil İbrahim Doğan (Salcano Sakarya BB)            | Oğuzhan Tiryaki (Spor Toto)                         |
| Ukraine            | Kyrylo Tsarenko (ISD)                               | Kyrylo Tsarenko (ISD)                               |
| Venezuela          | Germán Rincón (Triple Táchira)                      | Jeison Rujano (Venezuela País de Futuro-Fina Arroz) |